# Geneviève Azam

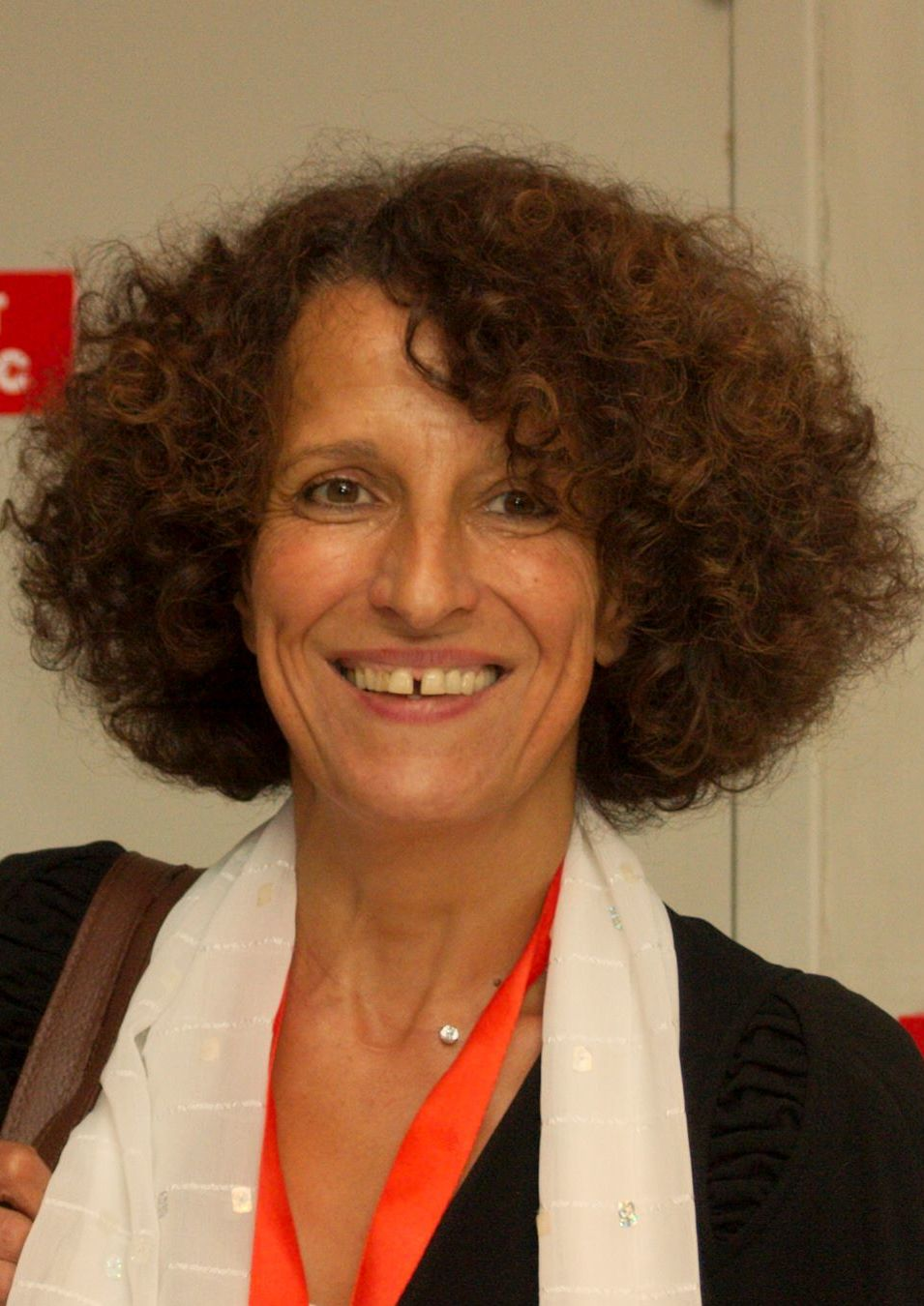
Geneviève Azam (2008)

Geneviève Azam (* 1953) ist eine französische Wirtschaftswissenschaftlerin und Aktivistin für attac.

## Werdegang
Azam studierte Sozialwissenschaften an der Université Toulouse–Jean Jaurès. Anschließend blieb sie an der Hochschule, wo sie sich mit Fragestellungen rund um nicht-kommerziellen Tauschhandel (Geschenke etc.), nachhaltige Entwicklung, geistige Eigentumsrechte und die Privatisierung auseinandersetzte. Parallel engagierte sie sich im wissenschaftlichen Beirat von attac Frankreich.
Azam veröffentlichte diverse Bücher als Autorin und Herausgeberin, zudem verfasste sie verschiedene Buchbeiträge und Fachartikel.
Seit 2022 engagiert Azam sich in der nach Danielle Mitterrand benannten Stiftung.